# Érythrée aux Jeux olympiques
L'Érythrée participe aux Jeux olympiques depuis les Jeux olympiques d'été de 2000. Elle fait partie des premiers pays d'Afrique a participer aux jeux d'hiver 2018
Un seul sportif érythréen est médaillé olympique : il s'agit de Zersenay Tadese qui remporte la médaille de bronze aux Jeux olympiques de 2000 dans l'épreuve du 10 000 mètres.
Le Comité olympique est créé en 1996 et reconnu par le Comité international olympique en 1999.